# União Nacional Ucraniana
Ucraniano União Nacional   (UUN) (em ucraniano:  Український Національний Союз) é um partido político nacionalista de extrema-direita ucraniano fundado em 2009 por Оleg Goltvyansky. Seus eleitores são em sua maioria jovens, muitos Oblast de Kiev, Oblast de Carcóvia, Oblast de Poltava e Oblast de Odessa, regiões com maior número de eleitores de direita. Muitos reconhecem esse partido como sendo neofascista o próprio Ucraniano Nacional União afirma que sua política é nacionalista, mas não fascista ou antissemita. Foi estimado ter cerca de 1000 membros.

## História
Uma organização política Ucraniano União Nacional fundado em 2009 de Carcóvia. O líder do organização que era Оleg Goltvyansky, condenado em 2012. Еm 2012 torna-se líder Vitaly Krivosheev.
A Ucraniano União Nacional foi transformada em partido político em 2013.
Em 2013-2014 membros do partido participou de Euromaidan.
Em 2014-2016 os combatentes UUN participou de Guerra Civil no Leste da Ucrânia.
Concorreu às eleições Ucraniana de 2015, dentro da coligação de centro-direita UKROP. Os seus resultados finais rondaram os 5.88%, suficientes para eleger 2 deputados.

### Líderes
- Оleg Goltvyansky: 2009 - 2012
- Vitaly Krivosheev: 2012 -

## Política

### Imigração
Ucraniano União Nacional opõe-se à presença de imigrantes na Ucrânia. O partido defende a deportação de todos os imigrantes e o fechamento das fronteiras.

## Símbolo do Partido
O símbolo do UUN seja Wolfsangel. Сores: Branco este Raça, vermelho este Nação, preto este Terra.

## Ligação externa
- Site oficial da Ucraniano União Nacional